# Papyrus Carlsberg 1
Der Papyrus Carlsberg 1 (auch pCarlsberg 1, PC1) beinhaltet Texte zum Nutbuch, die aus dem zweiten Jahrhundert n. Chr. aus Tebtynis stammen. Er befindet sich heute im Ägyptologischen Institut der Universität Kopenhagen. Erstmals wurde der Inhalt aus PC1 im Jahr 1940 veröffentlicht. Eine weitere Veröffentlichung folgte 1960.
Es handelt sich um einen hieratischen Text mit demotischer Übersetzung und demotischem Kommentar. Der Papyrus besteht aus sieben Kolumnen, vier recto und drei verso mit jeweils 44 Zeichen. PC1 ist bis auf den Anfang weitestgehend erhalten.
Der Papyrus hat eine Länge von 67,5 cm, eine Seitenhöhe von etwa 30 cm; die Höhe des Schriftspiegels beträgt 24,8 cm. Die Kolumnenbreite schwankt zwischen 14,3 und 17,2 cm. Die Kolumnen selbst haben folgende Verteilung: recto III = verso V, recto II = verso VI, recto I = verso VII; recto IV steht für sich alleine und hat keinen entsprechenden verso-Eintrag.  
Der Text umfasst in demotischer Schrift das Nutbild. Die Dekanlisten fehlen. Der Papyrus endet mit Abbruch nach dem ersten Satz des Mondkapitels. 